# Noop
Pour l'instruction « no-op » en programmation, voir Instruction nulle.
Vous pouvez aider à l'améliorer ou bien discuter des problèmes sur sa page de discussion.
- Il est à actualiser. Certains passages sont obsolètes ou annoncent des événements désormais passés. (Marqué depuis février 2018)

Noop est un projet abandonné de Google qui avait pour but de développer un nouveau langage de programmation. Noop devait fonctionner sur la machine virtuelle Java.
Ce langage s'inspire des meilleures pratiques en matière de codage, notamment en intégrant les notions d'injection de dépendances, de testabilité et d'immutabilité. Avec un typage appuyé des variables, ce langage se veut d'une grande lisibilité.

## Les principales caractéristiques du langage
Le langage Noop peut être exécuté comme un langage interprété, comme un langage compilé ou en tant que code java.

## Création

### Lancement
Le langage Noop a été créé par Google. Il a été présenté lors de l'édition 2009 du JVM Language Summit qui s'est tenue à Santa Clara (Californie) du 16 au 18 septembre 2009.

## Exemple
Hello world en Noop :
```
import
 
noop.Application
;

import
 
noop.Console
;

class
 
HelloWorld
(
Console
 
console
)
 
implements
 
Application
 
{

  
Int
 
main
(
List
 
args
)
 
{

    
String
 
s
 
=
 
"Hello World!"
;

    
console
.
println
(
s
);

    
return
 
0
;

  
}

}

```